# Zofia Anna Czarnkowska

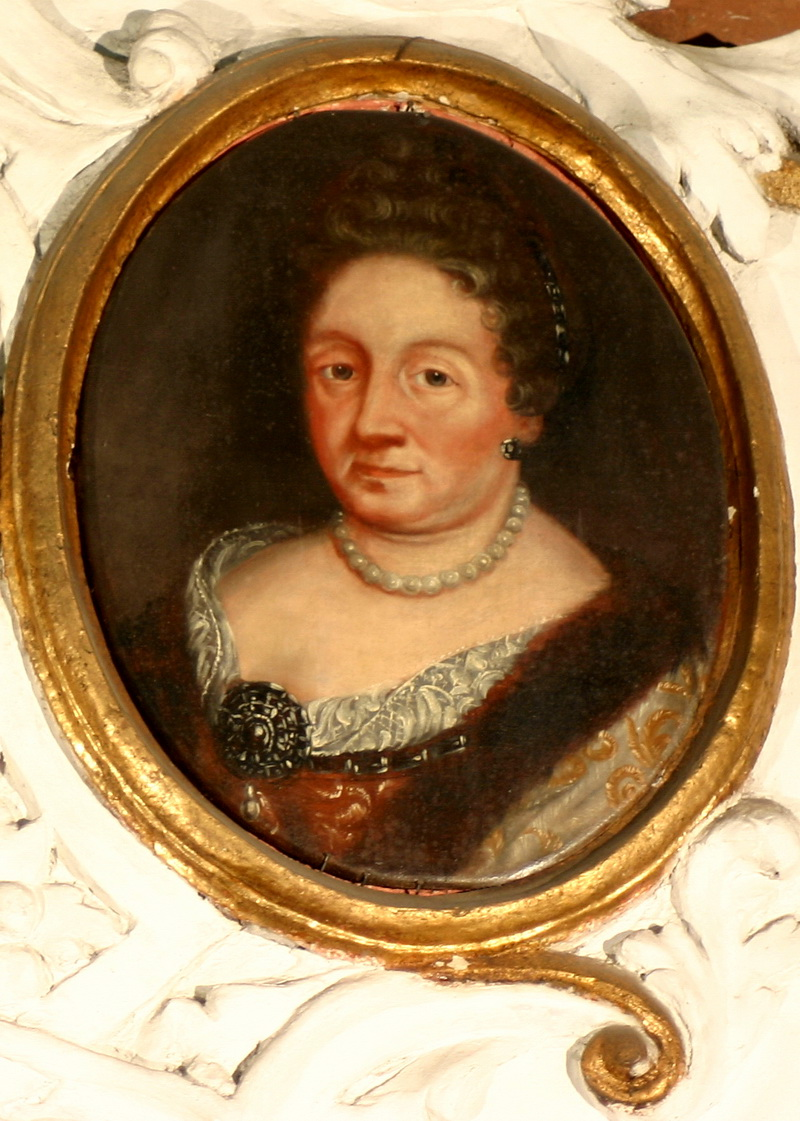
Porträt in der Kirche in Sieraków

Zofia Anna Czarnkowska (* 12. März 1660 in Polen-Litauen; † 2. Dezember 1701 in Breslau) war eine polnische Adelige und Mutter der polnisch-litauischen Königin Katharina Opalińska. Sie entstammte der Magnatenfamilie Czarnkowski.

## Leben
Zofia Anna war die Tochter des Starosten Adam Uriel Czarnkowski und seiner Frau Teresa Zaleska. Ihr Ehemann war der Kastellan von Posen Jan Karol Opaliński. Mit ihm hatte sie vier Kinder, unter anderem die spätere Königin Katharina Opalińska. Damit war sie auch Großmutter der französischen Königin Maria Leszczyńska und der Prinzessin Anna Leszczyńska. Sie ist eine Vorfahrin der derzeit in Spanien regierenden Monarchen. Sie starb relativ jung an einer Lungenentzündung in Breslau.